# Tomasz Błasiak
Tomasz Błasiak (ur. 15 lipca 1981 w Elblągu) – polski aktor filmowy, telewizyjny i dubbingowy.

## Życiorys
Wychował się w Tolkmicku, gdzie uczęszczał do szkoły podstawowej. Po jej ukończeniu przeniósł się na stałe do Elbląga, gdzie ukończył III Liceum Ogólnokształcące im. Jana Pawła II. Brał udział w programie Szansa na sukces, jednak nie zyskał uznania wśród jurorów. W 2004 ukończył studia w Akademii Teatralnej w Warszawie.
Od 2004 występuje w Teatrze Scena Prezentacje w Warszawie. Od 2005 do 2008 był aktorem Teatru Polskiego w Warszawie. Od 2008 występuje w Teatrze Powszechnym w Warszawie. Odgrywa rolę Bazylego w programie dla dzieci Domisie, emitowanym w TVP ABC.

## Filmografia
- od 2018: Barwy szczęścia – Tomasz Górski
- 2018: Korona królów – rycerz litewski Dymitr (odc. 16)
- 2015: Na dobre i na złe – policjant (odc. 590 i 603)
- 2015: Uwikłani – Tadeusz Celej
- 2014: Na krawędzi 2 – pielęgniarz Wiesio
- 2014: Ojciec Mateusz – Marcin Sobieraj (odc. 137)
- 2013: Komisarz Alex – pracownik pływalni (odc. 51)
- 2013: Prawo Agaty – konsultant ubezpieczeniowy (odc. 45)
- 2009: Czas honoru – Kostek, pracownik banku
- 2009–2010: Plebania – Rafał
- 2009: Londyńczycy 2 – barman (odc. 13)
- 2008: Jeszcze raz – Hipcio, kolega Pawła
- 2007: Niania – mężczyzna w restauracji (odc. 83: Piąte koło u wozu)
- 2007: Oskarżeni. Śmierć sierżanta Karosa – Stanisław Matejczuk
- 2004–2008, 2012–: Domisie (widowisko) – Bazyli
- 2004: Rodzina zastępcza – Krzyp, asystent Alutki (odc. 233: Ryba zdrowieje od głowy)
- 2002: A miało być inaczej
- 2002–2010: Samo życie – Jarosław Kubiak
- 2000: M jak miłość – klient wypożyczalni Zduńskich (odc. 118)

## Polski dubbing
- 2021: Dziennik Cwaniaczka – Frank Heffley[1]
- 2017: Coco – Papá
- 2014: LoliRock – Gramorr
- 2014: Totalna Porażka na wyspie Pahkitew – Rodney
- 2014: Jak wytresować smoka 2 – Eret
- 2010: Podróże Guliwera
- 2010: Power Rangers RPM – D-44 / Dillon / Operator Czarnej Serii
- 2009: Harry Potter i Książę Półkrwi – kelner na przyjęciu u Slughorna
- 2009: Tajemnica Rajskiego Wzgórza
- 2006: Power Rangers: Mistyczna moc – Xander Bly / Zielony Mistyczny Ranger
- 2006: Team Galaxy – kosmiczne przygody galaktycznej drużyny –
  - Spavid,
  - MegaUltra-Zwierzątko – Buster,
  - Różne głosy
- 2006: Galactik Football – Rocket
- 2005: A.T.O.M. Alpha Teens On Machines –
  - King,
  - jeden z braci Cannonball (odc. 3),
  - Wrecka (odc. 29, 31-32, 36, 43-44, 47-48, 51)
- 2005: B-Daman – Biars
- 2004: Power Rangers Dino Grzmot – Conner McKnight / Czerwony Dino Thunder Rangers (od odc. 14)
- 2003: Wojownicze Żółwie Ninja –
  - Godman Falcon (odc. 72, 75),
  - ninja pracujący dla Pana Hebi (odc. 74),
  - pracownik Bishopa (odc. 76, 78),
  - żołnierz Bishopa (jedna scena w odc. 76, odc. 77),
  - ochroniarz na przyjęciu (odc. 77),
  - pracownik Shreddera (odc. 77),
  - kelner (odc. 77),
  - jeden z żołnierzy (odc. 77),
  - pan Mortu (jedna scena w odc. 78)
- 2003: Power Rangers Ninja Storm – Shane Clarke / Czerwony Ninja Storm Rangers
- 2003: Dzieci pani Pająkowej ze Słonecznej Doliny
- 2002-2007: Naruto –
  - Kabuto Yakushi (odc. 23, późniejsze odcinki serii III, 79-80),
  - Kiba Inuzuka (od odc. 24),
  - Hayate Gekko
- 2000: Projekt Merkury
- 1994: Skoś trawnik tato, a dostaniesz deser – Tyler Cochran
- 1988-1994: Garfield i przyjaciele – Orson